# Sandelin-effect
Het Sandelin-effect is een reactie die kan plaatsvinden tijden het thermisch verzinken van stalen objecten. Het Sandelin-effect is het doorgroeien van de zinklaag tot 3 maal de gebruikelijk laagdikte. Dit effect wordt veroorzaakt door het lokale siliciumgehalte in het staal, resp. lasmateriaal. 
Plaatsen waar dit Sandelin effect is opgetreden zijn herkenbaar aan een donker, dof en ruw uiterlijk. Het siliciumgehalte dat gewenst is uit het oogpunt van het voorkómen van het Sandelin-effect, is soms strijdig met het percentage dat gewenst wordt op grond van andere materiaaleigenschappen. Het optreden van het Sandelin-effect is een onvermijdbaar risico bij het toepassen van het thermisch verzinken.